# 銀河共和國
銀河共和國（英語：Galactic Republic），是電影《星際大戰》中的虛構國家。銀河帝國前後分為舊共和國（Old Republic）與新共和國（New Republic）。舊共和國在分離主義運動開始前幾乎整個銀河系都是加盟國。

## 國家結構

### 銀河參議院
由共和國的加盟國派參議員到參議院，進行議會政治，保護加盟國的利益，幫助共和國最高議長（Supreme Chancellor）統治共和國，對共和國的司法有一定的干涉權。另外也是共和國的立法機關，直到克隆人戰爭時權力才開始降低。

### 軍事組織
司法部队（Judicial Forces）:
银河共和国除了类似于维和部队的绝地武士团外加司法部队（Judicial Forces）外，没有自己的军事组织，只有各加盟国有自己组织的军事力量。那些军队不被银河共和国管治，所以共和国一直都没有自己的军事组织。

共和国军（Grand Army of the Republic）:
共和國除了絕地武士外，沒有直屬自己的軍事組織，只留下象徵性部隊，不過共和國的加盟國有自己組織的軍事力量。那些軍隊不被共和國管治，所以共和國一直都沒有自己的軍事組織。貿易聯盟擁有大量機器人士兵，共和國沒有軍隊，貿易聯盟曾用這點入侵那布星(那卜星)時共和國無法阻止。直到克隆人戰爭時，改變了這一切，共和國有由克隆人军團組成的軍隊，也大量製造AT-TE步行載具，AT-RT，TX-130和共和攻擊砲艇等武器。克隆人軍團起初是對抗分離主義份子的機器人士兵，後來克隆人軍團擴大到天文數字（克隆人戰爭初期2,949,120人，克隆人戰爭末期1,000,000,000个单位）。最後，軍事快速擴充令參議會權力大降，軍方成為政府的主要後台，令共和國快速過渡到銀河帝國。

### 最高法院
共和國的司法機關，掌管共和國的司法。但是銀河參議院也擁有部份的司法權。

### 絕地議會
由絕地大師組成的議會，充當共和國的維和部隊，掌管共和國的國防和軍事。共和國議長很少在絕地議會中建立政治權威，不過白卜庭議長曾派安納金天行者到絕地議會內當議會成員。

## 正史

### 舊共和時期
在舊共和末期，共和国政府饱受严重的官僚主义和腐败低效困扰，國勢越趨向不安定，許多不滿共和國的星球在前絕地杜庫伯爵（Count Dooku）策動下紛紛離開了共和，形成所謂的"分離主義份子"。共和國一開始在此事上並沒有多少警覺心，僅管後來事情越來越不受控制，議會在面對此事的態度上仍始終無法達成一致。

就在共和議會爭論不休的時候，分離主義星球組成了獨立行星聯盟，並且暗中生產了大量的機器人士兵，可惜這時共和仍在要開戰還是談和的口水戰中。直到後來絕地大師歐比王·肯諾比在調查參議員帕德梅·艾米達拉的暗殺行動時發現了卡密諾星上以一名早以死亡的絕地大師之名在十年前所下複製人軍隊的訂單，並在其後跟蹤複製人的母體赏金猎人強格·費特到星球吉諾西斯，碰巧見到了分離主義者們的會議，才發現機器人大軍存在的驚人事實。歐比王將此發現回報給絕地議會後失手被捕。
共和國知道了此消息，由纳布星的代理參議員恰恰·賓克斯提出賦以最高議長白卜庭緊急分權權力的提案通過，白卜庭隨即宣布共和國建軍，正式向分離主義份子開戰。事實上這一切都是西斯大帝所暗中計劃的，舊共和被西斯大帝的陰謀矇蔽，在征討分離主義者期間，絕地雖然相信西斯必為幕後黑手，但並未發現其實最高議長白卜庭就是西斯大帝。後來在共和國議長（西斯大帝）不斷的遊說、賄賂眾議員給予更多的權限，及最後一記殺招66密令的下達使複製人轉而對付自己的絕地將軍們，並派在此刻投入黑暗的安納金·天行者，或說達斯維德，率軍攻打因為大師、武士們皆被派自前線而防禦空虛的絕地聖殿，絕大多數的絕地殞身於此時。西斯大帝宣稱絕地叛國，剷除了絕地議會，利用66密令獵殺所有殘存的絕地，改制共和國成為銀河第一帝國，在19年後解散參議院。

### 新共和國時期
在恩多戰役推翻西斯大帝之後反抗軍同盟改組新共和，主要加盟國都是反抗軍地區。儘管帝國殘黨還沒有剿除，但是越來越多受不了帝國流浪艦隊壓迫的星系加入了新共和國。雖然新共和國參議員都是反抗軍出身，但是仍有許多人有忠誠歸屬上的問題存在。而且帝國艦隊也逐漸統合，等著要挑戰剛站住腳還不穩定的共和國。首都原位於蒙·茉詩瑪（Mon Mothma）主導起事的千瑞拉星球（Chandrila），後遷都至霍斯連恩主星（Hosnian Prime），然而卻遭第一軍團以弒星者基地攻擊毀滅。
恩多戰役一年後爆發賈庫星戰役（Battle of Jakku）大勝，但為爭取厭戰人民支持，恢復參議院和帝國殘部簽定和平條約《銀河和約》（Galactic Concordance）大幅裁軍，卻引起反抗軍英雄莉亞不滿，她曾試圖警告新共和國帝國的殘黨仍企圖東山再起，必須採取適當反制措施，但莉亞歐嘉納建議卻遭排除於政治過程之外，不過當局容許其成立抵抗勢力（Resistance）以圍堵勢力日益坐大的帝國殘黨第一軍團。

## 傳奇
在星際大戰的延伸宇宙中，舊共和在被帝國取代前前前後後共有二萬五千標準年的歷史，而其中有許多作品，包括小說、漫畫及電玩對其描述。
《舊共和國武士》是一本描述雅汶之役四千年前星戰銀河的作品，漫畫主角為絕地武士艾薩·亢及接下來其墜入黑暗面的故事，而電玩則時間軸在漫畫後大約二、三十年，講述的是曼達洛戰爭，及接下來的絕地內戰，是墜入黑暗面的共和國絕地英雄瑞文建立的西斯帝國和當時共和國的戰爭。後來推出電玩《舊共和國武士Ⅱ》，發生在一代的五年後，此時西斯帝國已滅亡，只餘下三名西斯大君，而共和受到極大的破壞，幾乎在解體邊緣，曼達羅族敗亡四散，絕地組織已然解散，僅餘下四名隱居的絕地大師，可以說這是一場沒有勝利者的戰爭。而在遊戲後共和國開始復原，Disciple重建了絕地組織。
新共和成立並於恩多戰役15年後與帝國殘部簽訂和平協定，又經6年外星種族欲戰風（Yuuzhan Vong）侵襲，絕地原力對其無效，路克·天行者組成新絕地武士團對抗。欲戰風侵攻2年在內應配合下，首都科羅森陷落、元首死亡。殘存參議員、絕地武士團與帝國殘部合組銀河自由同盟聯邦（Galactic Federation of Free Alliances）反擊……。